# Prêmio Kavli
O Prêmio Kavli foi estabelecido em 2005 mediante uma joint venture entre a Academia de Ciências e Letras da Noruega, o Ministério da Educação e Pesquisa (Noruega) e a Fundação Kavli. O principal objetivo do prêmio é honrar, apoiar e reconhecer pesquisadores por trabalho científico de destaque nos campos da astrofísica, nanotecnologia e neurociência, concedendo três prêmios a cada dois anos. O Prêmio Kavli foi entregue a primeira vez em Oslo, em 9 de setembro de 2008. Os prêmios foram apresentados por Sua Alteza Real Haquino Magno da Noruega. Cada um dos três prêmios consiste em uma medalha de ouro, um pergaminho e um valor monetário de 1 milhão de dólares (US$ 1.000.000).

## Campos científicos
- O Prêmio Kavli de Astrofísica é concedido por realização de destaque no avanço de nosso conhecimento e compreensão da origem, evolução e propriedades do universo, incluindo os campos da cosmologia, astrofísica, astronomia, ciência planetária, física solar, ciência espacial, astrobiologia, instrumentos astronômicos e astrofísicos e astrofísica de partículas.
- O Prêmio Kavli de Nanociência é concedido por realização de destaque na ciência e aplicação das propriedades únicas físicas, químicas e biológicas de estruturas atômicas, moleculares, macromoleculares e celulares e de sistemas que se manifestam na escala nanométrica, incluindo auto-formação molecular, nanomateriais, instrumentação em nanoescala, nanobiotecnologia, síntese macromolecular, mecânica molecular e tópicos relacionados.
- O Prêmio Kavli de Neurosciências é concedido porrealizações de destaque no avanço de nosso conhecimento e compreensão do cérebro e do sistema nervoso, incluindo neurociência molecular, neurociência celular, neurociência de sistemas, neurogenética, neurociência desenvolvimental, neurociência cognitiva, neuropsicologia, neurociência computacional, e aspectos relacionados ao cérebro e ao sistema nervoso.

## Seleção dos laureados Kavli
A Academia de Ciências e Letras da Noruega nomeia os três comitês de premiação, constituídos de renomados cientistas internacionais, após receber recomendações feitas pelas seguintes academias internacionais e organizações científicas equivalentes:
- Academia Chinesa de Ciências  China
- Académie des Sciences  França
- Sociedade Max Planck  Alemanha
- Academia Nacional de Ciências dos Estados Unidos  Estados Unidos
- Academia de Ciências e Letras da Noruega  Noruega
- Royal Society  Reino Unido

Este quadro distinto de cientistas internacionais opina e recomenda os laureados com base em um processo de nomeação. A Academia de Ciências e Letras da Noruega administra o processo de seleção e anuncia os laureados.

## Laureados

### Astrofísica
| Ano  | Imagem | Laureado                     | Instituição                                                  | País                        | Fundamentação |
| ---- | ------ | ---------------------------- | ------------------------------------------------------------ | --------------------------- | --- |
| 2008 |        | Maarten Schmidt              | Instituto de Tecnologia da Califórnia                        | Estados Unidos              | “por sua contribuição seminal para o entendimento da natureza dos quasares” |
| 2008 |        | Donald Lynden-Bell           | Universidade de Cambridge                                    | Reino Unido                 | “por sua contribuição seminal para o entendimento da natureza dos quasares” |
| 2010 |        | Jerry Nelson                 | Universidade da Califórnia em Santa Cruz e Observatório Lick | Estados Unidos              | “por suas contribuições para o desenvolvimento de telescópios gigantes” |
| 2010 |        | Raymond Wilson               | Observatório Europeu do Sul, Garching bei München            | Alemanha                    | “por suas contribuições para o desenvolvimento de telescópios gigantes” |
| 2010 |        | Roger Angel                  | Observatório Steward, Universidade do Arizona                | Estados Unidos              | “por suas contribuições para o desenvolvimento de telescópios gigantes” |
| 2012 |        | David Jewitt                 | Universidade da Califórnia em Los Angeles                    | Reino Unido, Estados Unidos | “for discovering and characterizing the Kuiper Belt and its largest members, work that led to a major advance in the understanding of the history of our planetary system.”       |
| 2012 |        | Jane Luu                     | Lincoln Laboratory, Instituto de Tecnologia de Massachusetts | Vietname Estados Unidos     | “for discovering and characterizing the Kuiper Belt and its largest members, work that led to a major advance in the understanding of the history of our planetary system.”       |
| 2012 |        | Michael E. Brown             | Instituto de Tecnologia da Califórnia                        | Estados Unidos              | “for discovering and characterizing the Kuiper Belt and its largest members, work that led to a major advance in the understanding of the history of our planetary system.”       |
| 2014 |        | Alan Guth                    | Instituto de Tecnologia de Massachusetts                     | Estados Unidos              | “for pioneering the theory of cosmic inflation” |
| 2014 |        | Andrei Linde                 | Universidade Stanford                                        | Rússia Estados Unidos       | “for pioneering the theory of cosmic inflation” |
| 2014 |        | Alexei Starobinski           | Landau Institute for Theoretical Physics                     | Rússia                      | “for pioneering the theory of cosmic inflation” |
| 2016 |        | Ronald Drever                | Instituto de Tecnologia da Califórnia                        | Reino Unido Estados Unidos  | "pela detecção direta de ondas gravitacionais" |
| 2016 |        | Kip Thorne                   | Instituto de Tecnologia da Califórnia                        | Estados Unidos              | "pela detecção direta de ondas gravitacionais" |
| 2016 |        | Rainer Weiss                 | Instituto de Tecnologia de Massachusetts                     | Alemanha Estados Unidos     | "pela detecção direta de ondas gravitacionais" |
| 2018 |        | Ewine van Dishoeck           | Universidade de Leiden                                       | Países Baixos               | "por suas contribuições combinadas à astroquímica observacional, teórica e laboratorial, elucidando o ciclo de vida de nuvens interestelares e a formação de estrelas e planetas" |
| 2020 |        | Andrew Fabian                | Universidade de Cambridge                                    | Reino Unido                 | "por suas contribuições no estudo da complexa interação entre buracos negros e gás interestelar.                                                                                  |
| 2022 |        | Roger Ulrich                 | Universidade da Califórnia, Los Angeles                      | Estados Unidos              | "por seu trabalho pioneiro e liderança no desenvolvimento da helio e asterosismologia"                                                                                            |
| 2022 |        | Jørgen Christensen-Dalsgaard | Universidade Aarhus                                          | Dinamarca                   | "por seu trabalho pioneiro e liderança no desenvolvimento da helio e asterosismologia"                                                                                            |
| 2022 |        | Conny Aerts                  | KU Leuven                                                    | Bélgica                     | "por seu trabalho pioneiro e liderança no desenvolvimento da helio e asterosismologia"                                                                                            |
| 2024 |        | Sara Seager                  | Instituto de Tecnologia de Massachusetts                     | Canadá · Estados Unidos     | "pelo seu trabalho inovador na descoberta e caracterização de planetas extra-solares e suas atmosferas"                                                                           |
| 2024 |        | David Charbonneau            | Universidade Harvard                                         | Canadá · Estados Unidos     | "pelo seu trabalho inovador na descoberta e caracterização de planetas extra-solares e suas atmosferas"                                                                           |

### Nanosciência
| Ano  | Imagem | Laureado               | Instituição                                                                           | País           | Fundamentação |
| ---- | ------ | ---------------------- | ------------------------------------------------------------------------------------- | -------------- | --- |
| 2008 |        | Louis Brus             | Universidade Columbia                                                                 | Estados Unidos | “pelo trabalho de grande impacto no desenvolvimento do campo da nanociência de estruturas zero e um dimensionais em física, química e biologia”                                                         |
| 2008 |        | Sumio Iijima           | Universidade Meijo                                                                    | Japão          | “pelo trabalho de grande impacto no desenvolvimento do campo da nanociência de estruturas zero e um dimensionais em física, química e biologia”                                                         |
| 2010 |        | Don Eigler             | IBM Almaden Research Center                                                           | Estados Unidos | “por seu desenvolvimento de métodos sem precedentes de controlar a matéria na nanoescala” |
| 2010 |        | Nadrian Seeman         | Universidade de Nova Iorque                                                           | Estados Unidos | “por seu desenvolvimento de métodos sem precedentes de controlar a matéria na nanoescala” |
| 2012 |        | Mildred Dresselhaus    | Instituto de Tecnologia de Massachusetts                                              | Estados Unidos | “for her pioneering contributions to the study of phonons, electron-phonon interactions, and thermal transport in nanostructures.”                                                                      |
| 2014 |        | Thomas Ebbesen         | Louis Pasteur University, Universidade de Estrasburgo                                 | Noruega França | “for transformative contributions to the field of nano-optics that have broken long-held beliefs about the limitations of the resolution limits of optical microscopy and imaging”                      |
| 2014 |        | Stefan Hell            | Max Planck Institute for Biophysical Chemistry                                        | Alemanha       | “for transformative contributions to the field of nano-optics that have broken long-held beliefs about the limitations of the resolution limits of optical microscopy and imaging”                      |
| 2014 |        | John Pendry            | Imperial College London                                                               | Reino Unido    | “for transformative contributions to the field of nano-optics that have broken long-held beliefs about the limitations of the resolution limits of optical microscopy and imaging”                      |
| 2016 |        | Gerd Binnig            | IBM Zurich Research Laboratory                                                        | Alemanha       | "for the invention and realization of atomic force microscopy, a breakthrough in measurement technology and nanosculpting that continues to have a transformative impact on nanoscience and technology" |
| 2016 |        | Christoph Gerber       | Universidade de Basileia                                                              | Suíça          | |
| 2016 |        | Calvin Quate           | Universidade Stanford                                                                 | Estados Unidos | |
| 2020 |        | Harald Rose            | Universidade de Ulm                                                                   | Alemanha       | " por propôr um novo design de lente, que permitiria a correção de aberrações em microscópios eletrônicos de transmissão convencionais e microscópios eletrônicos de varredura."                        |
| 2020 |        | Maximilian Haider      | Corrected Electron Optical Systems                                                    | Áustria        | por desenvolver um corretor baseado no design de Rose |
| 2020 |        | Knut Urban             | Forschugszentrum Jülich                                                               | Alemanha       | pela construção do primeiro microscópio eletrônico de transmissão convencional com aberração corrigida.                                                                                                 |
| 2020 |        | Ondrej Krivanek        | Nion Company                                                                          | Chéquia        | porque ele criou o primeiro microscópio eletrônico de transmissão com varredura com aberração corrigida com resolução sub-angstrom.                                                                     |
| 2022 |        | Jacob Sagiv            | Weizmann Institute of Science                                                         | Israel         | "para Monocamadas Automontadas em substratos sólidos; revestimentos moleculares para controlar as propriedades da superfície"                                                                           |
| 2022 |        | Ralph Nuzzo            | University de Illinois Urbana-Champaign                                               | Estados Unidos | "para Monocamadas Automontadas em substratos sólidos; revestimentos moleculares para controlar as propriedades da superfície"                                                                           |
| 2022 |        | David Allara           | Pennsylvania State University                                                         | Estados Unidos | "para Monocamadas Automontadas em substratos sólidos; revestimentos moleculares para controlar as propriedades da superfície"                                                                           |
| 2022 |        | George M. Whitesides   | Universidade Harvard                                                                  | Estados Unidos | "para Monocamadas Automontadas em substratos sólidos; revestimentos moleculares para controlar as propriedades da superfície"                                                                           |
| 2024 |        | Robert S. Langer       | Koch Institute for Integrative Cancer Research, Massachusetts Institute of Technology | Estados Unidos | "pelo trabalho pioneiro integrando materiais sintéticos em nanoescala com função biológica para aplicações biomédicas"                                                                                  |
| 2024 |        | Armand Paul Alivisatos | University de Chicago                                                                 | Estados Unidos | "pelo trabalho pioneiro integrando materiais sintéticos em nanoescala com função biológica para aplicações biomédicas"                                                                                  |
| 2024 |        | Chad A. Mirkin         | Northwestern University                                                               | Estados Unidos | "pelo trabalho pioneiro integrando materiais sintéticos em nanoescala com função biológica para aplicações biomédicas"                                                                                  |

### Neurociência
| Ano  | Imagem | Laureado             | Instituição                                          | País                         | Fundamentação |
| ---- | ------ | -------------------- | ---------------------------------------------------- | ---------------------------- | --- |
| 2008 |        | Sten Grillner        | Instituto Karolinska                                 | Suécia                       | “pela descobertas sobre a lógica de desenvolvimento e funcional de circuitos neuronais”                                                          |
| 2008 |        | Thomas Jessell       | Universidade Columbia                                | Estados Unidos               | “pela descobertas sobre a lógica de desenvolvimento e funcional de circuitos neuronais”                                                          |
| 2008 |        | Pasko Rakic          | Universidade Yale                                    | Estados Unidos               | “pela descobertas sobre a lógica de desenvolvimento e funcional de circuitos neuronais”                                                          |
| 2010 |        | Richard Scheller     | Genentech                                            | Estados Unidos               | “por descobrir a base molecular da liberação de neurotransmissores”                                                                              |
| 2010 |        | Thomas Südhof        | Universidade Stanford                                | Estados Unidos               | “por descobrir a base molecular da liberação de neurotransmissores”                                                                              |
| 2010 |        | James Rothman        | Universidade Yale                                    | Estados Unidos               | “por descobrir a base molecular da liberação de neurotransmissores”                                                                              |
| 2012 |        | Cornelia Bargmann    | Universidade Rockefeller                             | Estados Unidos               | “por elucidar a percepção e decisão básicas mecanismos neuronais subjacentes.”                                                                   |
| 2012 |        | Winfried Denk        | Max Planck Institute for Medical Research            | Alemanha                     | “por elucidar a percepção e decisão básicas mecanismos neuronais subjacentes.”                                                                   |
| 2012 |        | Ann Graybiel         | Instituto de Tecnologia de Massachusetts             | Estados Unidos               | “por elucidar a percepção e decisão básicas mecanismos neuronais subjacentes.”                                                                   |
| 2014 |        | Brenda Milner        | Montreal Neurological Institute, Universidade McGill | Canadá                       | “pela descoberta de redes cerebrais especializadas para memória e cognição”                                                                      |
| 2014 |        | John O'Keefe         | University College London                            | Reino Unido                  | “pela descoberta de redes cerebrais especializadas para memória e cognição”                                                                      |
| 2014 |        | Marcus Raichle       | Universidade Washington em St. Louis                 | Estados Unidos               | “pela descoberta de redes cerebrais especializadas para memória e cognição”                                                                      |
| 2016 |        | Eve Marder           | Universidade Brandeis                                | Estados Unidos               | "pela descoberta de mecanismos que permitam que a experiência e a atividade neural remodelem a função cerebral"                                  |
| 2016 |        | Michael Merzenich    | Universidade da Califórnia em São Francisco          | Estados Unidos               | "pela descoberta de mecanismos que permitam que a experiência e a atividade neural remodelem a função cerebral"                                  |
| 2016 |        | Carla Shatz          | Universidade Stanford                                | Estados Unidos               | "pela descoberta de mecanismos que permitam que a experiência e a atividade neural remodelem a função cerebral"                                  |
| 2018 |        | A. James Hudspeth    | Universidade Rockefeller                             | Estados Unidos               | "por suas descobertas científicas dos mecanismos moleculares e neurais da audição"                                                               |
| 2018 |        | Robert Fettiplace    | Universidade do Wisconsin-Madison                    | Reino Unido · Estados Unidos | "por suas descobertas científicas dos mecanismos moleculares e neurais da audição"                                                               |
| 2018 |        | Christine Petit      | Collège de France                                    | França                       | "por suas descobertas científicas dos mecanismos moleculares e neurais da audição"                                                               |
| 2020 |        | David Julius         | Universidade da Califórnia                           | Estados Unidos               | "por sua descoberta transformadora de receptores para temperatura e pressão."                                                                    |
| 2020 |        | Ardem Patapoutian    | Scripps Research e Instituto Médico Howard Hughes    | Líbano Estados Unidos        | "por sua descoberta transformadora de receptores para temperatura e pressão."                                                                    |
| 2022 |        | Jean-Louis Mandel    | Universidade de Estrasburgo                          | França                       | "por trabalho pioneiro na descoberta de genes subjacentes a uma série de distúrbios cerebrais"                                                   |
| 2022 |        | Harry T. Orr         | University of Minnesota Medical School               | Estados Unidos               | "por trabalho pioneiro na descoberta de genes subjacentes a uma série de distúrbios cerebrais"                                                   |
| 2022 |        | Huda Zoghbi          | Baylor College of Medicine                           | Líbano · Estados Unidos      | "por trabalho pioneiro na descoberta de genes subjacentes a uma série de distúrbios cerebrais"                                                   |
| 2022 |        | Christopher A. Walsh | Harvard Medical School                               | Estados Unidos               | "por trabalho pioneiro na descoberta de genes subjacentes a uma série de distúrbios cerebrais"                                                   |
| 2024 |        | Nancy Kanwisher      | Massachusetts Institute of Technology                | Estados Unidos               | "pela descoberta de um sistema altamente localizado e especializado para representação de rostos em neocórtex de primatas humanos e não humanos" |
| 2024 |        | Winrich Freiwald     | Rockefeller University                               | Alemanha · Estados Unidos    | "pela descoberta de um sistema altamente localizado e especializado para representação de rostos em neocórtex de primatas humanos e não humanos" |
| 2024 |        | Doris Ying Tsao      | University of California, Berkeley                   | Estados Unidos               | "pela descoberta de um sistema altamente localizado e especializado para representação de rostos em neocórtex de primatas humanos e não humanos" |